# Ähtävänjoki
Ähtävänjoki este o arie protejată (arie specială de conservare — SAC, sit de importanță comunitară — SCI) din Finlanda întinsă pe o suprafață de 264 ha, integral pe uscat.

## Localizare
Centrul sitului Ähtävänjoki este situat la coordonatele 63°33′23″N 23°09′13″E / 63.5564°N 23.1536°E.

## Înființare
Situl Ähtävänjoki a fost declarat sit de importanță comunitară în august 1998 pentru a proteja 1 specie de animale. Situl a fost protejat și ca arie specială de conservare în aprilie 2015.

## Biodiversitate
Situată în ecoregiunea boreală, aria protejată nu include niciun habitat protejat.
La baza desemnării sitului se află o specie protejată de  mamifere: vidră de râu (Lutra lutra).